# Myrmarachne turriformis
Myrmarachne turriformis là một loài nhện trong họ Salticidae.
Loài này thuộc chi Myrmarachne. Myrmarachne turriformis được Badcock miêu tả năm 1918.